# Kaschmiriosoma contortipes
Kaschmiriosoma contortipes är en mångfotingart som beskrevs av Christoph D. Schubart 1935. Kaschmiriosoma contortipes ingår i släktet Kaschmiriosoma och familjen orangeridubbelfotingar. Inga underarter finns listade i Catalogue of Life.